# 2 Pułk Czołgów (1 BPanc)
2 Pułk Czołgów – oddział wojsk pancernych ludowego Wojska Polskiego.
Formowanie jednostki i szkolenie czołgistów prowadzono do 2 stycznia 1944 w obozie biełoomuckim. Następnie pułk został przewieziony na Smoleńszczyznę, a na przełomie marca i kwietnia do rejonu Berdyczowa.
W maju wraz z brygadą przewieziono go do rejonu Kiwerc i dalej do Lublina.
Przysięgę żołnierze pułku złożyli 11 listopada 1943 w Sielcach.

## Dowódcy pułku
- ppłk Włodzimierz Truchanow
- ppłk Teodor Rogacz

## Skład etatowy
- Dowództwo i sztab
- kompania dowodzenia
- 3 x kompanie czołgów T-34
- kompania czołgów lekkich T-70
- kompania fizylierów

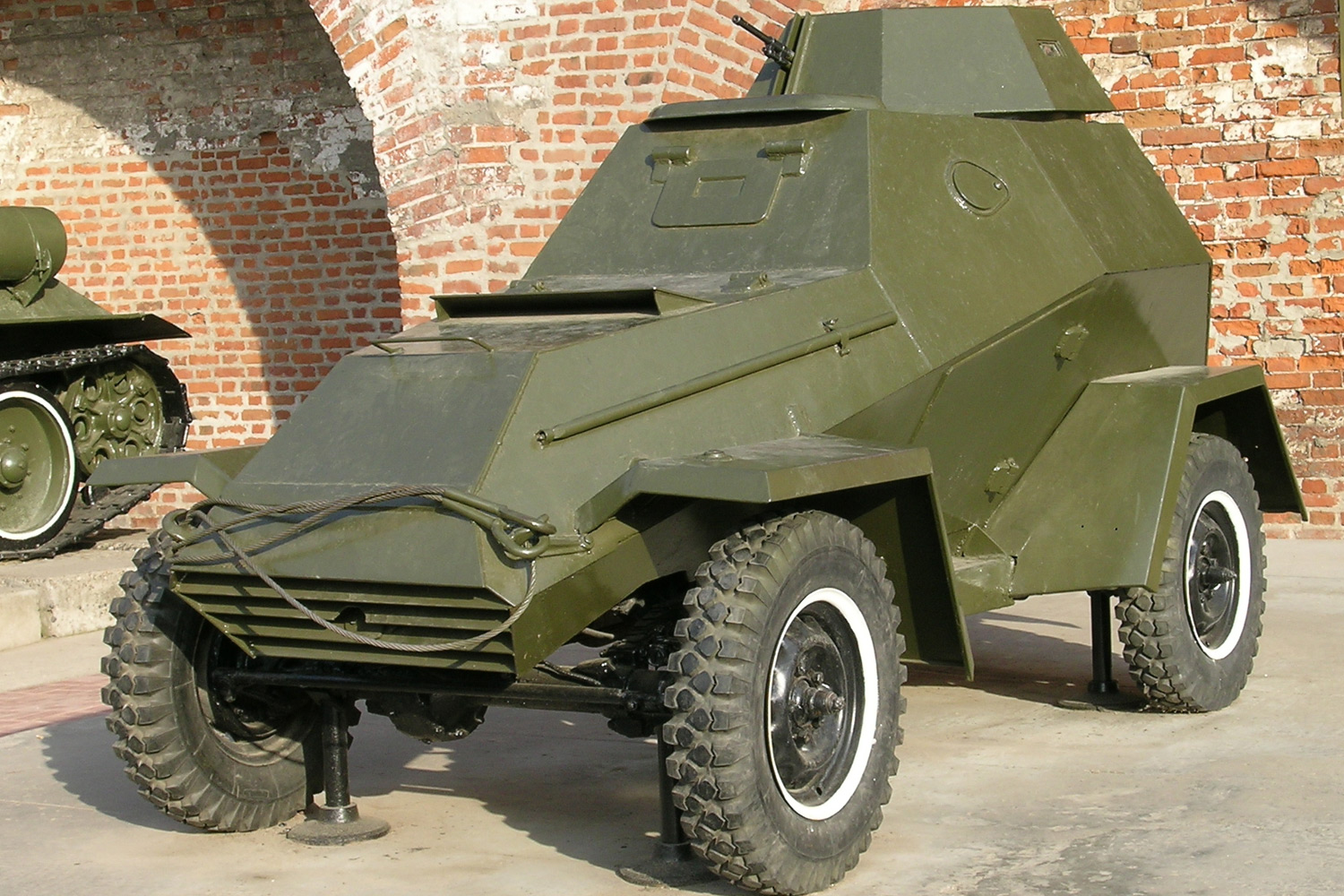
Samochód pancerny dowództwa BA-64

- kompania rusznic przeciwpancernych
- drużyna gospodarcza
- punkt pomocy technicznej

Razem:
żołnierzy – 572 (oficerów – 112, podoficerów – 241, szeregowców – 219)
sprzęt:
- czołgi T-34 – 32
- czołgów lekkich T-70 – 7
- samochody pancerne BA-64 – 3
- samochody – 60
- motocykle – 4

## Marsze i działania bojowe
Po włączeniu pułku w skład wojsk pierwszego rzutu armii, przemaszerował przez Lublin, Kurów, Żyrzyn do rejonu Łaskarzewa. 9 sierpnia przeprawił się przez Wisłę na przyczółek warecko – magnuszewski i do 17 sierpnia toczył walki w rejonie leśniczówki Basinów, pozycji ryglowej Celinów, Wygoda oraz folwarku Studzianki. 16 sierpnia pułk został ponownie podporządkowany 1 Armii WP i ześrodkował się na południe od Magnuszewa.
Rozformowany w myśl rozkazu Naczelnego Dowódcy WP nr 1 z 7 września 1944 r. w związku ze zmianą struktury 1 BPanc z pułkowej na batalionową.